# Reignier-Ésery
Reignier-Ésery, hasta el 1 de abril de 2007 denominado Reignier a secas, es una población y comuna francesa, en la región de Ródano-Alpes, departamento de Alta Saboya, en el distrito de Saint-Julien-en-Genevois y cantón de Reignier.

## Demografía
| 2608 | 2589 | 3152 | 3652 | 4067 | 5269 |
| Para los censos de 1962 a 1999 la población legal corresponde a la población sin duplicidades (Fuente: INSEE [Consultar]) |      |      |      |      |      |